# Ophistreptus digitulatus
Ophistreptus digitulatus är en mångfotingart som först beskrevs av Karsch 1881.  Ophistreptus digitulatus ingår i släktet Ophistreptus och familjen Spirostreptidae. Utöver nominatformen finns också underarten O. d. occiduus.